# East Fork Kuskokwim
Pour les articles homonymes, voir East Fork.
La rivière East Fork Kuskokwim est un cours d'eau d'Alaska, aux États-Unis situé dans la région de recensement de Yukon-Koyukuk. C'est un affluent du fleuve Kuskokwim.

## Description
Longue de 40 milles (64 km), elle naît au confluent des rivières Slow Fork et Tonzona et coule en direction de l'ouest-sud-ouest pour rejoindre la rivière North Fork Kuskokwim et former le fleuve Kuskokwim.
Son nom indien a été référencé en 1899 comme étant Chedotlothno River par le lieutenant Herron.

## Affluents
- Slow Fork
- Tonzona